# (33392) Blakehord
(33392) Blakehord est un astéroïde de la ceinture principale.

## Description
(33392) Blakehord est un astéroïde de la ceinture principale. Il fut découvert le 10 février 1999 à Socorro (Nouveau-Mexique) par le projet LINEAR. Il présente une orbite caractérisée par un demi-grand axe de 2,26 ua, une excentricité de 0,15 et une inclinaison de 4,0° par rapport à l'écliptique.